# 关于当前意识形态领域情况的通报
关于当前意识形态领域情况的通报（中办发〔2013〕9号），簡稱9號文件，是2013年4月22日由中共中央办公厅印发的一份旨在通报意识形态领域情况的內部文件。
该內部文件稱，中國社會主義的意識形態，面臨西方制度可能競爭不過，故有思想逐漸滲透的危險，因此要根除這些政治上的危害，要「確保新聞媒體的領導權，始終掌握在同以習近平同志為總書記的黨中央保持一致的人手中」。明镜出版社2013年5月从中共中央宣传系统的高层人物处获得了原文，之后2013年8月独家刊发在《明镜月刊》第43期上，標題是《關於當前意識形態領域情況的通報》，文前有中共中央辦公廳的印發通知：「《關於當前意識形態領域情況的通報》已經中央領導同志同意，現印發給你們，請結合實際認真貫徹執行。」並注明：「此件發至市地师級」。
2014年4月24日，北京市公安局將独立记者高瑜刑事拘留，控告她在2013年6月從姚监复处取得本文，錄入計算機後，用Skype傳給何頻，涉嫌为境外非法提供国家秘密罪。《環球時報》等發表評論，透露高瑜被捕可能与这份文件被泄露有关。法院2015年4月判決罪成，處以有期徒刑7年。

## 前奏
2012年7月，《党建》2012年第7期上发表了署名“任洁”的《当前我国意识形态建设面临的六大挑战》一文。文中指出中国意识形态建设面临着如下六大挑战：
- “一是西方敌对势力的文化渗透威胁我国意识形态安全。”“文化渗透主要有三种方式：
  - 第一种是直接的文化宣传，即利用现代传媒手段进行长期思想渗透。
  - 第二种是以文化商品为载体，向社会大众渗透西方的各种价值观。
  - 第三种是以教育和学术交流为掩饰，向高层学者、知识分子等社会精英进行价值观渗透。”
- “二是各种社会思潮影响我国主流意识形态的权威认同。”
- “三是苏东剧变削弱了我国主流意识形态的信仰。”
- “四是发展主题与现代化目标淡化了意识形态之间的对立。”
- “五是多元价值取向对我国主流意识形态的冲击。”
- “六是信息网络化对我国意识形态的控制力形成挑战。”

## 主要内容
这份文件的主旨是在肯定当前意识形态领域的主流态势之外，指出“当前意识形态领域值得注意的突出问题”，主要是同西方制度的競爭，並提出七大危险，要求警惕和根除：
1. 宣扬西方宪政民主，企图否定党的领导，否定中国特色社会主义政治制度；
2. 宣扬“普世价值”，企图动摇党执政的思想理论基础；
3. 宣扬公民社会，企图瓦解党执政的社会基础；
4. 宣扬新自由主义，企图改变中国基本经济制度；
5. 宣扬西方新闻观，挑战中国党管媒体原则和新闻出版管理制度；
6. 宣扬历史虚无主义，企图否定中国共产党历史和新中国历史；
7. 质疑改革开放，质疑中国特色社会主义的社会主义性质。

## 下发与学习
2013年，中共中央办公厅发出《中办印发〈关于当前意识形态领域情况的通报〉的通知》（中办发〔2013〕9号）。该文件下发後，中國大陸各地官員纷纷组织学习。

## 媒体报道

### 《紐約時報》報導
該文件在2013年8月20日，於《紐約時報》報導中被披露。該文件的主旨為，警告中國共產党若不能根除七大危險，權力將可能旁落。
《紐約時報》在報導中稱，「这个序号是中共中央办公厅今年4月印发该文件时定下的。」，「从四名接近中共高级官员的消息人士那里证实了它的真实性，其中包括党报的一名编辑。」
文件中稱，要“確保新聞媒體的領導權，始終掌握在同以習近平同志為總書記的黨中央保持一致的人手中”。

### 《明鏡月刊》刊出全文
同日，香港《明鏡月刊》也刊出了九號文件全文，但原文出处并未得到证实。
《明鏡月刊》在報導中稱，文前有2013年4月22日中辦的印發通知，寫明：“《關於當前意識形態領域情況的通報》已經中央領導同志同意，現印發給你們，請結合實際認真貫徹執行。”並注明：“此件發至市地師級”。